# オリックス劇場
オリックス劇場（オリックスげきじょう、英語: ORIX Theater）は、大阪府大阪市西区にある劇場・コンサートホール。オリックス不動産が所有し、京セラドーム大阪の運営管理を行う大阪シティドームが施設管理を行う。
本項では、前身施設である大阪厚生年金会館（おおさかこうせいねんきんかいかん）についても記す。

## 概要
オリックス不動産が取得した大阪厚生年金会館大ホールのリノベーション物件であり、2012年4月8日に再オープンした。リノベーションにあたって、久米設計と永田音響設計が設計を担当し、施工は竹中工務店が手がけている。
従前の客席数2,400席を維持しながら、音響や照明などを最新鋭の設備に更新し、クラシックからポップス・演劇まで幅広いジャンルの公演に対応できる設備とした。座席は、シートの色が旧来の赤から黒基調に一新されたほか、客席のうち57席にプレミアム席が設けられるなど、VIPへの対応も新たに追加された。また、エレベーターの新設、女性用トイレの増設、バリアフリーをはじめとするユニバーサルデザインの導入、ホワイエ内装の全面更新を実施している。また、外観は以前の備前焼のタイルをそのまま使ってイメージを保ちつつ、建物の耐震補強を行うとともに、屋上に太陽光パネルを設置し環境面にも配慮した。
こけら落としイベントは『グランドオープニング記念公演』と銘打った自主公演事業として、指揮に宮川彬良・下野竜也を招いての新日本フィルハーモニー交響楽団の特別演奏会が行われ、「大阪で生まれた女」「悲しい色やね〜OSAKA BAY BLUES」など大阪にゆかりのある楽曲や「ベートーヴェン作曲 交響曲第7番イ長調 op.92」が演奏された。
毎年4月には上方漫才大賞の会場となっている。

## 大阪厚生年金会館
旧施設である大阪厚生年金会館は、1968年（昭和43年）4月14日に完成した、厚生年金保険加入者の福祉増進を目的として社会保険庁が設置した厚生年金福祉施設。全国に所在する厚生年金会館（ウェルシティ）の一つであり、通称はウェルシティ大阪であった。社会保険庁に関連する財団法人厚生年金事業振興団が運営していた。
大ホールは2,400席収容で、大阪府最大級のコンサートホールとして親しまれた。また、「芸術ホール」（開設当初は「中ホール」）として1,100席収容の中規模ホールが併設され、ミュージカル、演芸などが行われていた。また、宿泊施設（宿泊室数：78室、宿泊定数：116名）を併設していたほか、レストラン「パピエ」「フィネス」、カルチャースクールもあった。
2005年に施設保有権が社会保険庁から独立行政法人年金・健康保険福祉施設整理機構 (RFO) に移管され、他の厚生年金会館と同様に施設の民間売却の対象となった。しかし、ほぼ同規模のコンサートホールであるフェスティバルホール（大阪市北区中之島）が2008年末で建替えのため一時閉鎖するとされており、ほぼ同時期に大規模コンサートホールが一度になくなることに地元の懸念が強く、大阪市でも14万人もの署名を集めて存続運動が行われたが、RFOからの指示により、施設売却準備のため2008年9月末をもって営業を停止する予定となっていたが、入札公告が延期されており、2008年10月以降も運営は継続されていた。
結果的に入札は2009年10月15日に行われ、オリックス不動産が落札。オリックス不動産は、2010年8月31日にRFOから施設の引き渡しを受けた後、大ホールについては耐震補強や空調の新設などを行って2011年秋の再オープンを目指すとし、残りの施設については既存建物を撤去して跡地に分譲マンションを新築する旨の表明をした。これに伴い、2010年3月31日をもって厚生年金事業振興団による運営を終了した。
2010年3月27日と28日には、大ホールの最終公演として、このステージで最多公演を記録したバンド、SOPHIAがライブを開催。フィナーレではステージバックの薄いスクリーンに「大阪厚生年金会館 たくさんの夢ありがとう」と書かれたスライドが映し出された。
なお、「オリックス劇場」となった大ホール以外の施設は取り壊されている。

## アクセス
- Osaka Metro四つ橋線四ツ橋駅 2号出口（長堀鶴見緑地線心斎橋駅からも利用可能）より徒歩5分
- Osaka Metro長堀鶴見緑地線西大橋駅 2号出口より徒歩5分
- Osaka Metro中央線・四つ橋線本町駅 22・23号出口より徒歩7分
- Osaka Metro御堂筋線心斎橋駅 3号出口より徒歩10分